# Матица (балка)
Ма́тица — потолочная балка или бревно, являющаяся перекрытием и основой для крыши и стропильной системы. Матица располагалась перпендикулярно к оси «вход — красный угол».

## Символическое значение
Проекция матицы на пол являлась своего рода границей между внешней и внутренней частями дома. Посторонним не полагалось пересекать эту границу без приглашения хозяев. Стол в доме обычно стоял перпендикулярно матице, за исключением случаев прощания с покойником (поминок), когда стол разворачивали и ставили вдоль матицы. У славян считалась оберегом и хранительницей дома. В некоторых семьях на матице записывались имена предков. Считалось, что «внезапное разрушение матицы предвещает смерть хозяину, а печи — хозяйке».
На начало XX столетия в России народ верил, что если приснится, что падает сволок или доски без сволок, в доме кто-нибудь умрёт.

## Поговорки
- Мы под матицей сиживали, от людей «спасибо» слыхивали[источник не указан 2612 дней].